# Manuel Pimentel
Pour les articles homonymes, voir Pimentel (homonymie).
Manuel Ramón Pimentel Siles, né le 30 août 1961 à Séville, est un entrepreneur et homme politique espagnol, ayant appartenu au Parti populaire (PP).
Haut responsable du PP d'Andalousie au début des années 1990, il mène un brève carrière dans le privé, puis devient secrétaire général de l'Emploi du gouvernement espagnol en 1996. Il est nommé, trois ans plus tard, ministre du Travail, poste dont il démissionne en 2000. Retiré de la vie politique, il quitte le PP en 2003, opposé à la guerre d'Irak.

## Biographie

### Formation
Il a reçu une formation d'ingénieur agronome de l'école technique supérieure des ingénieurs agronomes de Cordoue, puis passé avec succès une licence de droit à l'université de Séville.

### Débuts fulgurants en politique
Il est nommé secrétaire général adjoint du Parti populaire de la province de Séville en février 1990, et élu député au Parlement d'Andalousie en juin suivant. Dès le mois de juillet, il devient secrétaire général provincial du parti.
En 1993, lorsque Javier Arenas est élu président du PP d'Andalousie (PP-A), il le nomme secrétaire général et porte-parole pour l'Économie du groupe parlementaire. Réélu député régional de la province de Séville au cours des élections de juin 1994, il se retire de la politique à peine trois mois plus tard.

### Brève carrière dans le privé
Il décide, en effet, de se consacrer à sa carrière dans le secteur privé, travaillant dans plusieurs entreprises d'ingénierie et de fabrication d'outils électromécaniques à vocation environnementale ou agroindustrielle.

### Parcours gouvernemental espagnol
À la suite de l'arrivée au pouvoir national du PP, il est choisi, le 10 mai 1996, comme secrétaire général de l'Emploi du ministère du Travail et des Affaires sociales, dirigé par Javier Arenas. Quand ce dernier est choisi pour être le nouveau secrétaire général du parti, Pimentel le remplace à la tête du ministère le 19 janvier 1999.
Il annonce sa démission le 19 février 2000, prévenant les médias avant le président du gouvernement, José María Aznar. Cette décision fait suite aux révélations selon lesquelles une société, dans laquelle l'épouse de son ancien directeur de cabinet détient 50 % des parts, a reçu deux millions de pesetas de subventions de son ministère. Il est immédiatement remplacé par Juan Carlos Aparicio, son choix ainsi que son absence à la prise de fonctions de son successeur faisant l'objet de critiques de la part de la présidence du gouvernement.

### Retour dans le privé et départ du PP
À peine deux mois plus tard, il fait son retour dans le secteur privé, comme vice-président exécutif, chargé de la Direction, de l'Organisation et de la Consolidation de l'entreprise de technologies de l'ingénierie DETEA. Il publie, au mois d'octobre suivant, son premier roman, qu'il explique avoir écrit pendant des nuits blanches au ministère du Travail.
Jamais éloigné de la vie politique, il critique, en 2001, la nouvelle loi sur l'immigration puis, en 2002, la dissolution des organes de direction du PP dans la province de Cordoue par la direction régionale du parti. Finalement, le 24 mars 2003, il rend sa carte du Parti populaire, opposé au soutien du gouvernement espagnol à la guerre d'Irak menée par les États-Unis d'Amérique et le Royaume-Uni.
Au mois de juin suivant, il crée un forum de débat, baptisé « Nouvelle société, nouvelles propositions », dont il reconnaît qu'il a vocation à se transformer en parti centriste. Lors de l'assemblée générale de décembre, 94 % des délégués se prononcent en faveur d'une candidature aux élections régionales du 14 mars 2004. En obtenant 1,19 % des voix, le Forum andalou (FA) se classe cinquième mais ne remporte aucun député.
Ayant créé, le 29 janvier 2005, la société d'éditions politiques Almuzara, il quitte, pour « raisons professionnelles », la présidence du FA un an plus tard. En août 2009, il annonce qu'il ne reviendra plus dans la vie politique.